# Paleopterocalla superba
Paleopterocalla superba là một loài côn trùng trong họ Polystoechotidae thuộc bộ Neuroptera. Loài này được Panfilov in Dolin et al. miêu tả năm 1980.